# 방어진순환도로
방어진순환도로(Bangeojinsunhwando-ro)는 울산광역시 북구 염포동 성내삼거리를 기준으로 하여 울산광역시 동구 지역을 반시계 방향으로 순환하는 도로이다. 동구 지역의 핵심 도로이며, 울산광역시도 지정 기준으로는 염포삼거리를 기준으로 순환하는 것으로 되어있다.

## 연혁
- 2001년 3월 22일 : 염포삼거리 ~ 남목삼거리 ~ 염포삼거리 16.5km 구간에서 염포삼거리 ~ 남목삼거리 ~ 염포삼거리 14.69km 구간으로 정정하고 울산광역시도 70호선 부여[1]

## 주요 경유지
울산광역시
- 북구 염포동 - 동구 (방어동 · 화정동 · 일산동 · 전하동 · 서부동) - 북구 염포동

## 노선
| 이름                                          | 접속 노선                    | 소재지     | 소재지 | 비고                      |
| --------------------------------------------- | ---------------------------- | ---------- | ------ | ------------------------- |
| 성내삼거리                                    | 울산광역시도 60호선 (아산로) | 울산광역시 | 북구   |                           |
| 염포부두 교차로                               |                              | 울산광역시 | 동구   |                           |
| 예전부두앞 교차로                             | 울산대교                     | 울산광역시 | 동구   |                           |
| 현대미포조선앞 교차로 해양사업부본부앞 교차로 |                              | 울산광역시 | 동구   |                           |
| (봉화재)                                      | 꽃바위로                     | 울산광역시 | 동구   | 반시계 방향 진출입만 가능 |
| 문현삼거리                                    | 봉수로                       | 울산광역시 | 동구   |                           |
| (노브랜드 울산방어점)                         | 문현로                       | 울산광역시 | 동구   |                           |
| 문재사거리                                    | 문재로                       | 울산광역시 | 동구   |                           |
| 꽃나루공원앞 교차로                           | 북진5길 월봉11길             | 울산광역시 | 동구   |                           |
| 방어진사거리                                  | 꽃바위로                     | 울산광역시 | 동구   |                           |
| 화진초등학교후문 교차로                       | 화진4길                      | 울산광역시 | 동구   |                           |
| 등대사거리                                    | 등대로 월봉로                | 울산광역시 | 동구   |                           |
| 일산해수욕장사거리                            | 대학길 해수욕장길            | 울산광역시 | 동구   |                           |
| 홈플러스앞 교차로                             | 번덕로 일산진3길             | 울산광역시 | 동구   |                           |
| 번덕사거리                                    | 번덕3길 일산진2길            | 울산광역시 | 동구   |                           |
| 고늘사거리                                    | 고늘로 학문로                | 울산광역시 | 동구   |                           |
| 찬물락사거리                                  | 대송로                       | 울산광역시 | 동구   |                           |
| 삼전아이필하모니앞 교차로                     | 진성5길                      | 울산광역시 | 동구   |                           |
| 오지벌사거리                                  | 전하로                       | 울산광역시 | 동구   |                           |
| 전하삼거리                                    | 바드래길                     | 울산광역시 | 동구   |                           |
| 전하1치안센터앞 교차로                        | 바드래1길                    | 울산광역시 | 동구   |                           |
| 현대중공업앞 교차로                           |                              | 울산광역시 | 동구   |                           |
| 명덕삼거리                                    | 명덕로                       | 울산광역시 | 동구   |                           |
| 명덕마을앞 교차로                             | 명덕2길                      | 울산광역시 | 동구   |                           |
| 솔밭삼거리                                    | 서부길                       | 울산광역시 | 동구   |                           |
| 서부패밀리아파트앞 교차로                     |                              | 울산광역시 | 동구   |                           |
| 한채사거리                                    | 봉수로                       | 울산광역시 | 동구   |                           |
| 한국프랜지앞 교차로                           |                              | 울산광역시 | 동구   |                           |
| 안산삼거리                                    | 안산로 안산들로              | 울산광역시 | 동구   |                           |
| 남목삼거리                                    | 동해안로                     | 울산광역시 | 동구   |                           |
| 불당골사거리                                  | 남목1길 제기천길             | 울산광역시 | 동구   |                           |
| 남목고등학교앞 교차로                         | 안산들로                     | 울산광역시 | 동구   |                           |
| 당고개                                        |                              | 울산광역시 | 동구   |                           |
| 염포삼거리                                    | 울산광역시도 70호선 (염포로) | 울산광역시 | 북구   |                           |
| 성내삼거리                                    | 울산광역시도 60호선 (아산로) | 울산광역시 | 북구   |                           |

## 주요 건물 및 시설
- KCC 울산공장 (울산광역시 동구 방어진순환도로 30)
- 현대미포조선 (울산광역시 동구 방어진순환도로 100)
- 현대중공업 해양공장 (울산광역시 동구 방어진순환도로 400)
- 울산동구미소지움아파트 (울산광역시 동구 방어진순환도로 470)
- 프라임정림아파트 (울산광역시 동구 방어진순환도로 471)
- 도해노블빌아파트 (울산광역시 동구 방어진순환도로 473)
- 코엔스오션빌리지6아파트 (울산광역시 동구 방어진순환도로 496)
- 울산광역시 상수도사업본부 동부사업소 (울산광역시 동구 방어진순환도로 541-1)
- 화진초등학교 (울산광역시 동구 방어진순환도로 543)
- 지오드림아파트 (울산광역시 동구 방어진순환도로 548)
- 정우6차센트럴빌아파트 (울산광역시 동구 방어진순환도로 580)
- 명성블루빌아파트 (울산광역시 동구 방어진순환도로 586)
- 화정119안전센터 (울산광역시 동구 방어진순환도로 601)
- 시온리버빌아파트 (울산광역시 동구 방어진순환도로 631)
- 홈플러스 울산동구점 (울산광역시 동구 방어진순환도로 637)
- 테라스파크 (울산광역시 동구 방어진순환도로 652)
- 현대일렉트릭 울산공장 (울산광역시 동구 방어진순환도로 700)
- 삼전아이필하모니아파트 (울산광역시 동구 방어진순환도로 733)
- KT 동울산지사 (울산광역시 동구 방어진순환도로 775)
- 동울산우체국 (울산광역시 동구 방어진순환도로 779)
- 호텔현대 바이 라한 울산 (울산광역시 동구 방어진순환도로 875)
- 울산대학교병원 (울산광역시 동구 방어진순환도로 877)
- 현대백화점 울산동구점 (울산광역시 동구 방어진순환도로 899)
- 율전재 (울산광역시 동구 방어진순환도로 955)
- 서부파출소 (울산광역시 동구 방어진순환도로 961)
- 현대패밀리서부1차아파트 (울산광역시 동구 방어진순환도로 975)
- 현대패밀리서부2차아파트 (울산광역시 동구 방어진순환도로 999)
- 현대중공업 (울산광역시 동구 방어진순환도로 1000)
- 현대중공업 삼전관 (울산광역시 동구 방어진순환도로 1035)
- 한아름현대아파트 (울산광역시 동구 방어진순환도로 1045)
- 현대청운중학교 (울산광역시 동구 방어진순환도로 1073)
- 현대청운고등학교 (울산광역시 동구 방어진순환도로 1077)
- 신광그린파크아파트 (울산광역시 동구 방어진순환도로 1099)
- 한국프랜지공업 제3공장 (울산광역시 동구 방어진순환도로 1100)
- 울산남목동우체국, 국민건강보험공단 울산동부지사 (울산광역시 동구 방어진순환도로 1145)
- 남목중학교 (울산광역시 동구 방어진순환도로 1155)
- 남목1동행정복지센터 (울산광역시 동구 방어진순환도로 1170)
- 남목고등학교 (울산광역시 동구 방어진순환도로 1200)
- 동구노인요양원 (울산광역시 동구 방어진순환도로 1271)
- 울산광역시동구장애인복지관 (울산광역시 동구 방어진순환도로 1273-1)
- 울산참사랑의집 (울산광역시 동구 방어진순환도로 1355)